# Selliguea feei
Selliguea feei es una especie de planta perteneciente al género Selliguea. Este helecho se encuentra en Indonesia.

## Descripción
Selliguea feei tiene un rizoma de 4 mm de diámetro, con escamas densas cuando son jóvenes. Escamas de color marrón rojizo, ovado-lanceoladas, de 6-8 mm, peltate en la base, margen entero, ápice acuminado. Frondas remoto, ligeramente dimórficos. Frondas estériles: estípite 18-20 cm. Lámina 15-20 × 7-9 cm, base anchamente cuneadas, margen entero, ápice agudo. Las venas reticulares, venas laterales levantadas en la superficie abaxial, vetillas oscuras. La lámina con ambas superficies glabras. Frondas fértiles: estípite 20-35 cm; ovadas lámina, 13-20 × ca. 3 cm, base cuneada, ápice acuminado. Soro de color marrón rojizo, lineal, de 3 mm de diámetro.

## Distribución y hábitat
Es una especie epífita que se encuentra en los troncos de los árboles, por debajo de 1.200 metros en Guangdong, Indonesia, Malasia, Filipinas, las islas del Pacífico (Polinesia).

## Bioquímica
Selligueain A es un trímero de proantocianidina tipo A y un edulcorante que se puede extraer a partir del rizoma de la planta.
Kaempferol-3-O-β-D-glucopyranoside-7-O-α-L-rhamnopyranoside, un conocido glucósido flavonoide de sabor amargo, (-)-4β-carboxymethyl epiafzelechin (3'-deoxydryopteric acid), epiafzelechin-(4β→8, 2β→O→7)-epiafzelechin-(4β→8)-3'-deoxydryopteric acid methyl ester (selligueain B), and (+)-afzelechin-O-β-4'-D-glucopyranoside Se aislaron también a partir de los rizomas de Selliguea feei.

## Taxonomía
Selliguea feei fue descrita por Jean Baptiste Bory de Saint-Vincent y publicado en Dictionnaire classique d'histoire naturelle 6: 588. 1824.
Epíteto
Selliguea: nombre genérico
feei: epíteto otorgado en honor del botánico Antoine Laurent Apollinaire Fée.